# Timyra aeolocoma
Timyra aeolocoma är en fjärilsart som beskrevs av Edward Meyrick 1939. Timyra aeolocoma ingår i släktet Timyra och familjen Lecithoceridae. Inga underarter finns listade i Catalogue of Life.